# Живорад Божић
Живорад Божић (Ваљево, 1885 — околина Модриче, јануар 1945) био је српски и југословенски официр, дивизијски генерал Југословенске војске и командант позадине Врховне команде Југословенске војске у Отаџбини.

## Биографијa
Живорад Божић је рођен 1885. године у Ваљеву. Завршио је 36. класу Ниже школе Војне академије у Београду и 22. класу Више школе Војне академије у Београду.
Учествовао је у Балканским ратовима и Првом светском рату, за шта је вишеструко одликован.

### Други светски рат
Априлски рат 1941. године га је затекао на дужности команданта Личке дивизије. Након капитулације је одведен у заробљенички логор у Немачкој.
Из заробљеништва је пуштен у јулу 1944. године, из здравствених разлога, да би се вратио у земљу и одмах придружио Југословенској војсци у Отаџбини. Генерал Драгољуб Дража Михаиловић га је одмах именовао за команданта позадине Врховне команде.
По повлачењу Врховне команде и главнине снага у Босну, септембра 1944. године, генерал Божић је као командант позадине организовао збрињавање рањеника, а имао је значајну улогу у евакуацији савезничких пилота на импровизованом аеродрому у селу Бољанић.
Умро је услед болести у јануару 1945. године и околини Модриче. Највероватније је сахрањен у порти цркве у селу Кожухе. На вест о његовој смрти, генерал Михаиловић је 20. јануара упутио један распис:
Ђенерал Живорад Божић преминуо је вршећи савесно своју дужност до последњег момента. Иако тешко болестан, није хтео да напусти своје дужности да оде на лечење, које му је нуђено под најповољнијим условима.— генерал Драгољуб Дража Михаиловић

## Породица
Ћерка генерала Живорада Божића је била Дарослава Дарка Божић, која се удала за књижевника и академику Мешу Селимовићу. Он јој је посветио своје најзначајније дело, роман Дервиш и смрт.

## Одликовања
- Орден Карађорђеве звезде
- Орден Белог орла 4. степена
- Орден Југословенске круне 2. степена
- Сребрна медаља за храброст
- Споменица на српско-турски рат 1912—1913
- Споменицу за српско-бугарски рат 1913
- Споменицу за рат ослобођења и уједињења 1914—1918
- Албанска споменица